# Der Goalie bin ig (Film)
Der Goalie bin ig ist ein Spielfilm der Schweizer Regisseurin Sabine Boss aus dem Jahr 2014. Die Handlung spielt Ende der 1980er Jahre und zeigt, wie der Lebenskünstler Ernst, von allen nur «Goalie» genannt, nach einem Jahr Gefängnisaufenthalt neu anfangen will. Im Film wird Berndeutsch gesprochen.
Die Literaturverfilmung des gleichnamigen Romans von Pedro Lenz aus dem Jahre 2010 gewann 2014 den Schweizer Filmpreis als bester Spielfilm.

## Handlung
Der Film beginnt nach einer kleinen Einleitung mit einer Rückblende vor seinem Gefängnisaufenthalt in Witzwil. Die Hauptfigur des Filmes, «Goalie», verliert seine Arbeit und wird von Ueli, seinem besten Freund, als Drogenkurier engagiert. Nach seiner ersten Fahrt nach Frankreich wird er bei der Ankunft von der Polizei verhaftet.
Danach springt die Handlung zurück in die Gegenwart, in den fiktiven Ort Schummertal. Nach dem Gefängnis versucht der Goalie dort wieder ein normales Leben zu führen und nimmt einen Job als Lagermitarbeiter in einer Porzellanmanufaktur an. Ausserdem trifft er in der Beiz «Maison» erstmals wieder die Kellnerin Regula, in die er sich verliebt. Im Maison erhält er nach einem Drogenfund vom Wirt Pesche Hausverbot; für das Drogendepot war jedoch Regulas Freund Budi verantwortlich. Parallel dazu hat Goalie auch wieder Kontakt mit Ueli, der ihm beim ersten Kontakt im Nachhinein 5'000 Franken übergibt, die er jedoch zum grössten Teil gleich wieder für die Miete ausgeben muss. Ueli macht im Verlauf des Filmes nach einem Krankenhausaufenthalt einen Drogenentzug.
Der Film enthält immer wieder Einspielungen aus der Kindheit von Goalie, welche die Herkunft seines Spitznamens erklären.
Nachdem Regula von ihrem Freund geschlagen wurde, verlässt sie ihn und reist zusammen mit Goalie nach Spanien. Sie wohnen dort in einem Haus von Stofer, einem weiteren Kollegen, das dieser angeblich von einem Onkel geerbt hat. Regula und Goalie nähern sich einander an und verlieben sich. Kurz vor ihrer Rückfahrt erfährt Goalie, dass Stofer dieses Haus nicht geerbt, sondern selbst gekauft hat. Zurück in der Schweiz, erfährt Goalie mehr über die Hintergründe des Hauskaufs, an dem Ueli, Stofer sowie Pesche beteiligt waren, und darüber, wofür er ein Jahr ins Gefängnis musste.
Schliesslich entscheidet sich seine Liebe, Regula, gegen Goalie und er zieht nach Bern um. Am Ende erzählt der Hauptdarsteller in einem Monolog, dass er nun am Wochenende wieder «Gift» nehme, aber nicht «gierig», sondern nur, weil es warm gebe.

## Produktion
Der Film wurde in einer Co-Produktion von der Zürcher C-Films AG und der Berner Carac Film AG an Drehorten in Langenthal sowie in Italien produziert. Der Titelsong des Films stammt von der Band Züri West, die Filmmusik wurde von Peter von Siebenthal und Richard Koechli komponiert.
Der Goalie bin ig wurde an den Solothurner Filmtagen 2014 uraufgeführt.

## Kritik
Die Neue Zürcher Zeitung beschreibt den Film als «liebevoll nostalgische Tragikomödie», die mehr wort- als bildgewaltig ist. Das Bieler Tagblatt verortet im Film «wohlkomponierte Dialoge», die leicht melancholische Stimmung der Romanvorlage werde gut abgebildet. Sowohl der Hauptdarsteller Marcus Signer sowie auch die Nebenrollen werden von der Zeitung gelobt. Die SonntagsZeitung spricht von einem überzeugenden Film mit einem hervorragenden Hauptdarsteller. Die Coopzeitung gibt dem Film als Meisterwerk die höchstmögliche Bewertung. Genauso wie die Romanvorlage sei der Film ein «Juwel». Der Film habe sich auf «tolle Charakterdarsteller verlassen» können. Es sei endlich mal ein Schweizer Film, der nicht im Hinblick auf eine mögliche Hochdeutsch-Synchronisation «unnatürlich gespreizt geschrieben» wurde.
Das Online-Portal Cineman vergibt dem Film 5 von 5 möglichen Sternen. Der Film wird als unterhaltsam und authentisch beschrieben, die Hauptfigur  werde «grandios» verkörpert. Kritischer wertet Outnow.ch den Film mit 3,5 von 5 möglichen Sternen; das Filmportal vermisst beim Film «mehr Dräck», er würde «gelegentlich vor sich hindümpeln».

## Auszeichnungen
Der Film wurde 2014 in sieben Kategorien für den Schweizer Filmpreis nominiert. Neben der Hauptauszeichnung als «Bester Spielfilm» erhielt der Film den Preis für das «Beste Drehbuch», die «Beste Filmmusik» und Marcus Signer wurde als «Bester Darsteller» ausgezeichnet. Weitere Nominierungen gab es in den Kategorien «Beste Nebenrolle», «Beste Darstellerin» und «beste Montage».
Ausserdem gewann der Film den mit 40'000 Franken dotierten Zürcher Filmpreis und im November 2014 den mit 20'000 Franken dotierten Berner Filmpreis. Ende des Jahres kürten die Schweizer Filmkritiker den Film zum besten Schweizer Film.
Beim Prix Walo 2015 setzte sich der Film gegen Akte Grüninger und Der Kreis durch und holte sich den Preis als «Bester Film».

## Varia
- Der Film enthält einen Cameo-Auftritt des Romanautors Pedro Lenz, der als französischsprachiger Drogendealer Goalie die Drogen übergibt.[8]
- Der Coach der Kinder im Film ist der Ex-Profifussballer Gürkan Sermeter.[7]